# Гіпербола (література)
Гіпе́рбола (грец. ὑπερβολή — перебільшення) — вид тропа. Стилістична фігура явного і навмисного перебільшення для посилення виразності та підкреслення сказаної думки. Наприклад: «я казав це тисячу разів» або «височенний, як дуб».

## Вживання гіперболи
Гіпербола часто поєднується з іншими стилістичними прийомами, додаючи їм відповідне забарвлення: гіперболічні порівняння, метафори тощо («хвилі вставали горами»). Характер, що зображається, або ситуація також можуть бути гіперболічними. Гіпербола властива і риторичному, ораторському стилю, як засіб патетичного підйому, так само як і романтичному стилю, де пафос стикається з іронією. Протилежний гіперболі троп — літота.

## Історія гіперболи в літературі
Літературна гіпербола закорінена в первісній міфології. Ознаки первісного світобачення, що правили за основу художньої творчості у пізніші часи, відбилися певними гранями у фольклорі («Кирило Кожум'яка», «Котигорошко» тощо, у народній пісні: «А з тої могили видно всі країни, сиз орел літає»).
Світова література знає чимало прикладів гіперболічних тропів («Гаргантюа і Пантагрюель» Ф. Рабле; «Мандри Гуллівера» Дж. Свіфта; «Легенда про Уленшпігеля» Шарля де Костера; «Сон», «Великий льох», Тараса Шевченка; «Кола Бруньйон» Р. Ролана тощо).

## Гіпербола в українській літературі XX століття
В українській поезії початку 20-х років XX століття гіпербола набула пріоритетного значення («В космічному оркестрі» П. Тичини, «В електричний вік» М. Хвильового, «Навколо» В. Сосюри і т. ін.), подеколи була визначальним чинником творчості, наприклад, М. Вінграновського (збірка «Атомні прелюди»), подеколи перемежовувалася із метафорою, символом чи уособленням:
Ти і я — це вічне, як небо.

Доки мерехтітимуть світи,

Будуть Я приходити до Тебе.

І до інших йтимуть

Горді Ти.— В. Симоненко

## Приклади
- швидкий, як блискавка, блискавичний
- численний, як пісок на березі моря
- ми не бачилися вже сто років!